# Beni Zid (tribu)
Els Beni Zid (àrab: بني زيد, Banī Zīd) són poblacions tunísianes pertanyents a la tribu dels Banu Hilal i dels Banu Sulaym. Des del segle xiii es van instal·lar a la major part de la plana entre Gabès, el Chott el-Fejaj i el Djebel Matmata.

## Origen
Segons Pierre-Robert Baduel, els Beni Zid descendien de la tribu sulàymida dels Debbab, arribada a la regió durant la invasió dels Banu Hilal en el segle xi. Haurien ocupat la part del territori de Menzel Habib i una part de la plana de Djeffara, per després desplaçar els matmata de Hamma Matmata, lloc que més tard esdevindria la seva capital.

## Composició
Els Beni Zid es compondrien dels clans:
- Chaieb (شايب. Xāyb)
- Semaiha (سمايحة, Samāyḥa)
- Houazem (حوازم, Ḥawāzim)
- Terajma (تراجمة, Tarājma)
- Chool (شعل. Xuʿl)
- Kharja (خرجة, Ḫarja)
- Assabea (أصابعة, Aṣābiʿa)
- Chelalkha (شلاخة, Xalālẖa)
- Zemazma (زمازمة, Zamāzma)
- Jemain (جماين, Jamāyn)
- Aouled Khelifa (أولاد خليفة, Awlād Ḫalīfa)
- Aouled Daou (أولاد ضو, Awlād Ḍaw)
- Horchane (حرشان, Ḥurxān)
- Aouled Khoud (أولاد بن خود, Awlād Ibn Ḫūd)

## Llengua
La llengua parlada per la tribu era l'àrab.